# Episodi di Call My Agent - Italia (seconda stagione)
La seconda stagione della serie televisiva Call My Agent - Italia, composta da 6 episodi, è andata in onda in prima visione TV dal 22 marzo al 5 aprile 2024 sul canale Sky Serie.
| nº | Titolo     | Prima TV      |
| -- | ---------- | ------------- |
| 1  | Episodio 1 | 22 marzo 2024 |
| 2  | Episodio 2 | 22 marzo 2024 |
| 3  | Episodio 3 | 29 marzo 2024 |
| 4  | Episodio 4 | 29 marzo 2024 |
| 5  | Episodio 5 | 5 aprile 2024 |
| 6  | Episodio 6 | 5 aprile 2024 |

## Episodio 1
- Diretto da: Luca Ribuoli
- Scritto da: Lisa Nur Sultan

### Trama
Vittorio chiede a Camilla di portare il suo cognome ma lo annuncerà ai colleghi più avanti La CMA, che sta ancora cercando un socio che rilevi le quote di Claudio Maiorana, sta seguendo i cugini Pigna, due registi emergenti che hanno diretto Bastianazzo, rivisitazione de I Malavoglia, ma la prima del film è un flop. L’agenzia lavora poi al nuovo film con protagoniste Valeria Golino e Valeria Bruni Tedeschi ma nessuno conosce la sceneggiatura e quando le due attrici lo vengono a sapere per poco non salta tutto. Nel frattempo Luana sta girando un documentario sulla propria carriera e intervista anche i membri della CMA. Il misterioso acquirente delle quote dell’agenzia si scopre essere il noto regista Gabriele Muccino.
- Guest: Gabriele Muccino, Valeria Golino, Valeria Bruni Tedeschi, Mattia Stanga, Francesco Vedovati.
- Altri interpreti: Asia Nevi, Bruno Ricci (Piagetti).
- Questo episodio è dedicato a Marzia Ubaldi, scomparsa nell'ottobre 2023.

## Episodio 2
- Diretto da: Luca Ribuoli
- Scritto da: Lisa Nur Sultan, Federico Baccomo

### Trama
Gabriele Muccino prende il comando dell’agenzia cambiandole il nome da CMA a GMA (Gabriele Muccino Agency). Gian Marco Tognazzi si presenta in agenzia visibilmente sovrappeso pretendendo un ruolo importante. Incredibilmente il film Bastianazzo inizia ad avere successo all'estero tanto che la produzione propone a Gabriele di fare il sequel con Muccino regista e Tognazzi nel ruolo di Cavour. Guzzanti invece si lamenta con Elvira perché è continuamente tormentato dalle richieste di Luana. Muccino spiazza tutti quando racconta di aver finto di essere il nuovo capo solo per studiare da vicino la quotidianità dell'agenzia perché gli è stato proposto di dirigere il remake della serie francese Dix pour cent; in realtà a rilevare le quote di Maiorana è stato Evaristo, l'assistente che si era portato con se e che fino ad allora era stato bistrattato da tutti in agenzia.
- Guest: Gabriele Muccino, Corrado Guzzanti, Gian Marco Tognazzi.
- Altri interpreti: Filippo De Carli (Davide Baronciani), Elena Orsini, Annamaria Sambucco (direttrice casting), Matteo Taranto (Giuseppe Garibaldi), Mara Veneziano (assistente casting).

## Episodio 3
- Diretto da: Luca Ribuoli
- Scritto da: Lisa Nur Sultan, Dario D'Amato

### Trama
Gli agenti si chiariscono con Evaristo, il loro nuovo capo, e si occupano di preparare Claudio Santamaria a interpretare Giordano Bruno in un film di Christopher Nolan con l’aiuto di Pucci Conte, la donna che ha curato l’immagine a  Stefano Bonaccini per la scalata alla regione. Camilla invece ha modo di conoscere Massimiliano Caiazzo, attore che ha avuto successo con la serie Mare fuori. Vittorio invece si occupa di Andrea Pennacchi, disperato per essere stato allontanato da LOL dopo essersi lasciato scappare una bestemmia. Luana invece continua le registrazione con un sempre più sofferente Corrado Guzzanti. Evaristo fa capire a Gabriele di dover lasciare Sofia perché non può avere una relazione con lei ed essere anche il suo agente. Monica invece corteggia Vittorio di cui è sempre stata assistente mentre la storia tra Lea e Lara inizia a farsi seria.
- Guest: Corrado Guzzanti, Massimiliano Caiazzo, Francesca Barra, Greta Molfino, Claudio Santamaria, Andrea Pennacchi.
- Altri interpreti: Anna De Rosa (Pucci Conte), Filippo De Carli (Davide Baronciani), Dario Robertazzi, William Michael Roberts, Robert Steiner, Paolo Zuccari (psicologo di Luana).

## Episodio 4
- Diretto da: Luca Ribuoli
- Scritto da:

### Trama
Lea ci rimane male quando scopre che Lara, assistita dalla rivale Guenda Neri, ha scritto la sceneggiatura del film di Vedovati con protagoniste Valeria Golino e Valeria Bruni Tedeschi. Gabriele chiede aiuto a Elvira perché non se la sente di scegliere. Intanto Serena Rossi e il marito Davide Devenuto sono impegnati con un'intervista di coppia che anticipa il nuovo film girato dalla coppia. Serena  si lamenta con Monica della freddezza di Vittorio e quando è lasciata di sola col marito ci litiga pesantemente salvo poi fare subito pace. Alla prima del film il pubblico accoglie positivamente la commedia e Vittorio "premia" Serena dicendole che è riuscito a includerla come co-conduttrice del festival di Sanremo.
- Guest: Davide Devenuto, Serena Rossi, Giorgio Locatelli, Bruno Barbieri.
- Altri interpreti: Alberto Basaluzzo (Balbo).

## Episodio 5
- Diretto da: Luca Ribuoli
- Scritto da: Federico Baccomo, Lisa Nur Sultan

### Trama
Un ragazzo di nome Giuliano si risveglia dal coma sentendo cantare Elodie nella sua stanza in ospedale; da lì in poi il ragazzo diventerà una vera e propria ossessione per la cantante tanto che lei sarà costretta a minacciarlo per allontanarlo dal set del film di Dario Argento. Sofia durante un provino viene molestata da Balbo, un regista rappresentato dalla CMA, e così Elvira spinge l’uomo a lasciare l’agenzia. Vittorio ci rimane male quando scopre che la moglie sta vendendo casa loro. Davide Baronciani si lascia scappare con Lea il fatto che Camilla è figlia di suo padre: l’agente, sconvolta, ne parla con il collega Gabriele e si trova in difficoltà perché a breve dovrebbe rinnovare il contratto alla ragazza come sua assistente. La voce inizia a girare in agenzia e Pierpaolo attacca Camilla davanti a tutti.
- Guest: Massimiliano Caiazzo, Elodie, Dario Argento.
- Altri interpreti: Alberto Basaluzzo (Balbo), Filippo De Carli (Davide Baronciani), Barbara Bovoli (madre di Giuliano), Christian Dei (Giuliano Lazzarin), Eva Milella (agente immobiliare), Riccardo Mosca.

## Episodio 6
- Diretto da: Luca Ribuoli
- Scritto da: Federico Baccomo, Dario D’Amato, Lisa Nur Sultan

### Trama
Camilla può rimanere alla CMA perché Lea decide di tenerla. Monica si prende un periodo di pausa lontana dal lavoro perché rimasta sconvolta dalla scoperta. Il gruppo va alla Mostra del cinema di Venezia eccetto Camilla e Pierpaolo che rimangono in sede e così hanno modo di riappacificarsi. La madrina di questa edizione è Sabrina Impacciatore, attrice della CMA scelta dall Horizon come protagonista di una nuova serie. Lea, che rivede Lara al Festival, scopre che a dirigere la Horizon c’è Marzia, la centralinista che aveva licenziato prima dell’arrivo di Camilla. La Impacciatore scopre di non avere un vero discorso per la serata di gala e, giunta sul palco con un vestito strappato, improvvisa stupendo tutti. Gabriele scopre che Sofia è stata molestata da Balbo e pensa di aggredirlo ma Lara lo anticipa e affronta il regista accusandolo in pubblico di averla molestata; a quel punto anche Sofia si fa avanti denunciando la molestia subita. Monica si presenta a sorpresa alla festa si riavvicina a Vittorio. Nel finale Lea si risveglia a letto con Lara.
- Guest: Corrado Guzzanti, Sabrina Impacciatore, Mattia Carzaniga, Alberto Barbera, Simone Belli.
- Altri interpreti: Alberto Basaluzzo (Balbo), Carlo D’Addio, Ilaria Martinelli (Marzia), Giulia Pagnacco, Bruno Pietro Spolaore.